# Titanowodginite
La titanowodginite è un minerale.